# 馬俊麟
馬俊麟（1982年5月30日—），本名馬如龍，男，台湾演员、画家，於《大時代》飾演「孫煥然」而爆紅。

## 經歷
馬俊麟大學就讀台灣藝術大學美術系，研究所就讀國立臺灣師範大學美術研究所西畫創作組，作品經常性參與全國性比賽與展覽。
2003年，馬俊麟以本名參與華納音樂舉辦的中視選秀節目《偶像大勝戰》，獲得華納青睞成為簽約旗下歌手，但因華納人事改組導致並無發片，即在一年半後解約。之後與J's娛樂工廠簽經紀約，2007年於華視偶像劇《極道學園》演出男主角，後因兵役問題及與J's娛樂工廠理念不合一度離開演藝圈，直至2014年才正式使用藝名重新開始戲劇演出。
2019年10月，馬俊麟妻子梁敏婷對媒體爆料馬與多年至交、有固定男友的同事王瞳發生婚外情，事發後兩人均遭經紀公司暫停所有工作。隔年3月，馬俊麟加入《多情城市》劇組，但因觀眾反應不佳，演出四個多月角色即被安排落海退出。2021年4月，《多情城市》劇組宣布馬俊麟回歸，飾演室內設計師「趙崇昇」一角，但是讓已經死亡角色的演員再度演出的做法令觀眾難以接受，遭到網路議論。

## 電視劇
| 年 度  | 播出頻道               | 劇 名                    | 飾 演         |
| 2007年 | 華視                   | 《極道學園》             | 元神武        |
| 2013年 | 中視                   | 《求愛365》              | 馬克          |
| 2013年 | 三立都會台、東森綜合台 | 《兩個爸爸》             | 班代          |
| 2013年 | TVBS歡樂台             | 《飛越龍門客棧》         | 湯偉瓶        |
| 2013年 | 台視                   | 《遇見幸福300天》        | 藥頭          |
| 2014年 | 民視                   | 《廉政英雄－無毒有我》   | 施民生        |
| 2014年 | 大愛電視台             | 《最美的雲彩》           | 葉明憲        |
| 2015年 | 大愛電視台             | 《文武親家》             | 葉光祐        |
| 2015年 | 客家電視台             | 《落日》                 | 王記者        |
| 2015年 | 大愛電視台             | 《葡萄藤下的春天》       | 張順治        |
| 2015年 | 東森綜合台             | 《必娶女人》             | 獸醫          |
| 2016年 | 民視                   | 《廉政英雄－誰是繼承人》 | 羅重坤        |
| 2016年 | 民視                   | 《我的老師叫小賀》       | 嚴立剛        |
| 2016年 | 民視                   | 《阿不拉的三個女人》     | 阿泰          |
| 2016年 | 華視                   | 《火車情人》             | 小杜          |
| 2017年 | 民視                   | 《幸福來了》             | 李俊賢        |
| 2018年 | 大愛電視台             | 《黃金大天團》           | 施焱騰(成年)  |
| 2018年 | 民視                   | 《大時代》               | 孫煥然        |
| 2020年 | 民視                   | 《多情城市》             | 趙崇昇 趙八方 |
| 2023年 | 三立台灣台             | 《一家團圓》             | 王建民        |
| 2023年 | 民視                   | 《爱的荣耀》             | 江柏文        |

## 電影
| 年 度  | 電影名稱         | 飾 演 | 導 演  |
| 2015年 | 《宅女偵探桂香》 | 經理  | 彭順   |
| 2022年 | 《流麻溝十五號》 | 軍官  | 周美玲 |

### 微電影
| 年 度  | 電影名稱 | 飾 演 |
| 2013年 | 《嫁接》 | 情侶  |

## 音樂作品
- 偶像大勝戰－決戰合輯
- 極道學院－戲劇原聲帶

## 廣告代言
- Lays 洋芋片
- 特力屋年中慶（浴室篇）
- 中華電信（包省篇）
- JVC重現光影.回歸感動（回家篇）（回歸篇）
- 新光證券
- 喬山按摩椅
- 2016 金門戰酒 關羽 情義相挺篇
- 2016 711 最愛兒童節 陪伴是最好的禮物
- 2016 統一布丁 怎麼吃都開心（過年篇）
- 2016 大魯閣草衙道形象廣告（史詩演說篇）
- 2016 特力屋微電影
- 2017 711救救肝苦人 把愛找回來（第二季公益募款）
- 2017 泰山均衡369健康調和油（樂透篇）
- 2018 統一小時光麵館 三刀流篇
- 2019 711救救肝苦人 肝時代

## 獎項
- 2016 新北市美展 油畫類 優選
- 2016 璞玉發光 西畫類 優等
- 2016 全國油畫展 優選
- 2016 百號油畫展 優選
- 2014 璞玉發光-藝術行銷活動西畫類 首獎
- 2014 第二屆鴻梅新人獎
- 2013 聯邦美術新人獎 優選
- 2013 第一屆鴻梅新人獎
- 2012 行天宮美術獎 西畫類 優選
- 2012 全國油畫展 優選
- 2012 南瀛獎 西畫類 優選

## 爭議事件
2019年7月，已婚的馬俊麟與合作《大時代》的演員王瞳傳出婚外情，但是雙方皆嚴正否認；同年9月，兩人被鏡週刊拍攝到深夜見面逛街，馬俊麟提出經紀約條款自清，指傳出負面新聞違約要罰數百萬元台幣的違約金，自己不會亂來。
2019年10月3日，馬俊麟妻子梁敏婷在IG上發文，指王瞳前日帶著長輩到家中對她惡言相向、「侵門踏戶」，並揚言要對王瞳提告。同日稍晚，王瞳與馬俊麟在民視召開記者會，承認有婚外情，並現場道歉；王瞳稱10月1日收到法院傳票，梁敏婷對其提告求償400萬元臺幣，當天她是到馬家想說明清楚，對於長輩的情緒性發言十分抱歉。記者會後，梁敏婷在臉書上發文指兩人道歉毫無誠意，並上傳了四段側錄影片，內容是王瞳阿姨在馬家大罵的過程。兩人的經紀公司民視鳳凰藝能則在記者會後宣布將先暫停兩人的工作。
2020年3月，馬俊麟宣布回歸《多情城市》劇組，改演一名畫家，然而僅僅演出了4個月就離開劇組。同年7月，民視宣布王瞳將加入多情城市的演出，王瞳並於同月底與艾成登記結婚。馬俊麟離開劇組後重拾畫筆，從事繪畫創作以及繪畫教學，並且成立「狗老大樂團」，2020年11月28日在台大體育館後台咖啡廳舉辦感恩音樂會。

## 外部連結
- 馬俊麟的Facebook專頁
- 馬俊麟的Instagram帳戶